# Полосин, Алексей Иванович

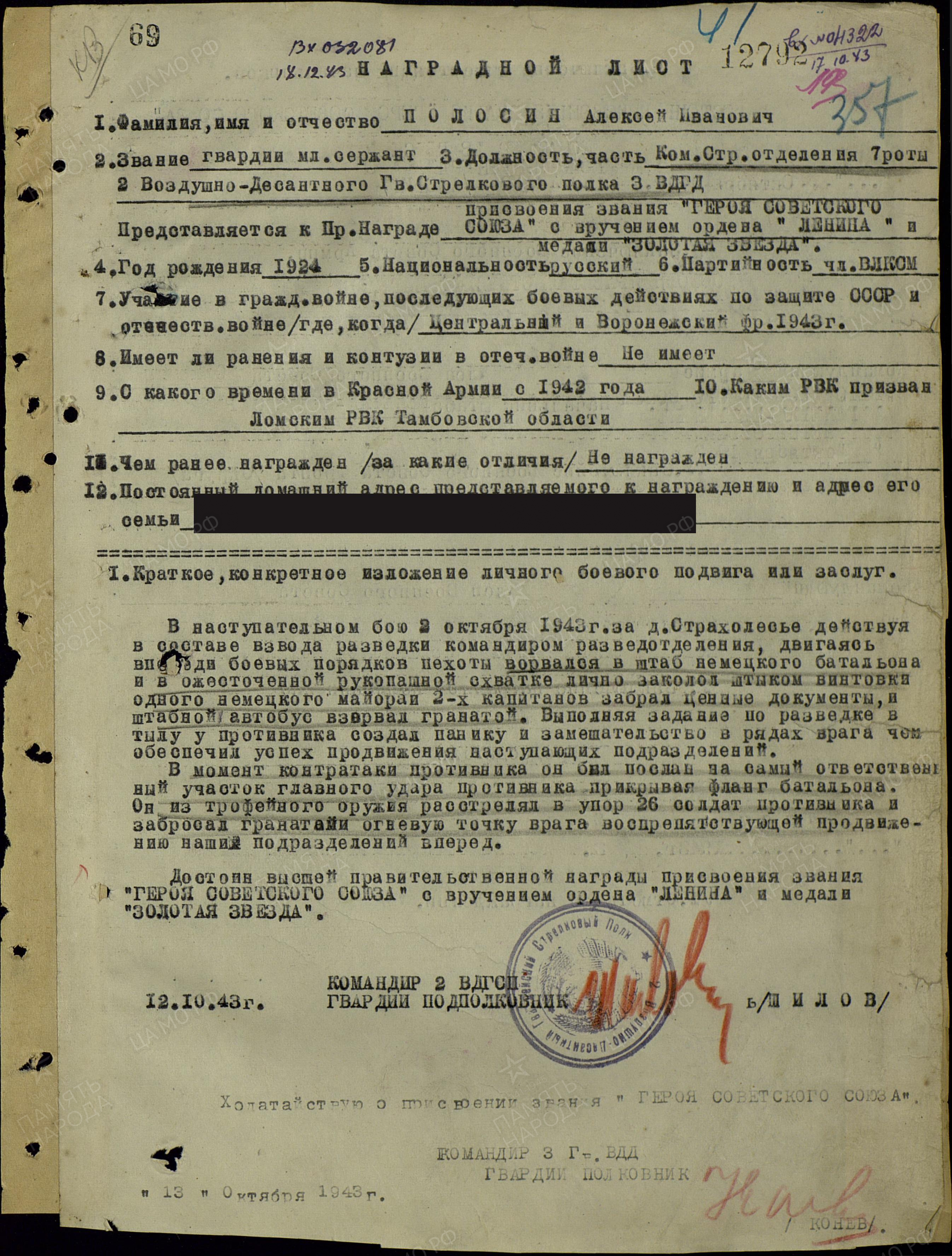
Наградной лист

Алексей Иванович Полосин (1924 — 15 октября 1943) — советский военнослужащий. Участник Великой Отечественной войны. Герой Советского Союза (1944, посмертно). Гвардии младший сержант.

## Биография
Родился в 1924 году в деревне Вишнёвка Моршанского уезда Тамбовской губернии РСФСР СССР (ныне посёлок Сосновского района Тамбовской области Российской Федерации) в крестьянской семье Ивана Семёновича и Марии Андреевны Полосиных. Русский. Образование 7 классов. До призыва на военную службу работал в типографии.
В ряды Рабоче-крестьянской Красной Армии был призван Ламским райвоенкоматом Тамбовской области в марте 1942 года. Прошёл подготовку в запасном полку. В действующей армии с марта 1943 года в должности командира стрелкового отделения 7-й роты 2-го гвардейского воздушно-десантного стрелкового полка 3-й гвардейской воздушно-десантной дивизии 13-й армии Центрального фронта в звании младший сержант. Дивизия, в которой служил Алексей Полосин, занимала оборонительные рубежи на станции Поныри, где вела подготовку к Курской битве. Летом 1943 года Алексей Иванович участвовал в оборонительной фазе сражения на Курской дуге и Орловской операции. Затем в ходе Черниговско-Припятской операции форсировал реки Сейм и Десну, освобождал город Остёр. 22 сентября 1943 года подразделения 13-й армии форсировали Днепр и заняли плацдарм в междуречье рек Уж и Припять. Следом за 13-й армией Днепр форсировали подразделения 60-й армии Центрального фронта, которые заняли плацдарм у устья реки Тетерев. В конце сентября 1943 года 3-я гвардейская воздушно-десантная дивизия была включена в состав 60-й армии.
Особо отличился в боях за расширение плацдарма на правом берегу Днепра. 2 октября 1943 года командуя отделением в составе разведывательного взвода в бою за деревню Страхолесье Алексей Иванович ворвался в штаб немецкого батальона и в рукопашной схватке штыком лично уничтожил немецкого майора и двух капитанов, захватив ценные штабные документы. Успешными действиями в тылу противника вызвал панику у немцев, чем способствовал успешному наступлению подразделений дивизии. Во время контратаки противника прикрыл фланг батальона своего полка и из трофейного оружия уничтожил 26 немецких солдат, после чего гранатами подавил огневую точку противника, мешавшую наступлению батальона.
С 6 октября 1943 года подразделения 60-й армии вели бои за удержание и расширение захваченных плацдармов в составе Воронежского фронта. В этих боях погиб у села Медвин. Похоронен в селе Медвин Иванковского района Киевской области Украины.
Указом Президиума Верховного Совета СССР «О присвоении звания Героя Советского Союза генералам, офицерскому, сержантскому и рядовому составу Красной Армии» от 10 января 1944 года за «образцовое выполнение боевых заданий командования на фронте борьбы с немецко-фашистскими захватчиками и проявленные при этом отвагу и геройство» удостоен посмертно звания Героя Советского Союза.

## Награды
- Медаль «Золотая Звезда» (10.01.1944, посмертно);
- орден Ленина (10.01.1944, посмертно).

## Документы
- Общедоступный электронный банк документов «Подвиг Народа в Великой Отечественной войне 1941—1945 гг.» Дата обращения: 21 июля 2012. Архивировано из оригинала 13 марта 2012 года.

Представление к званию Героя Советского Союза. Дата обращения: 21 июля 2012. Архивировано 29 сентября 2012 года.
Указ Президиума Верховного Совета СССР. Дата обращения: 21 июля 2012. Архивировано 29 сентября 2012 года.
- Обобщенный банк данных «Мемориал». Дата обращения: 21 июля 2012. Архивировано из оригинала 10 мая 2012 года.

ЦАМО, ф. 58, оп. 18001, д. 971. Дата обращения: 21 июля 2012. Архивировано 29 сентября 2012 года.
ЦАМО, ф. 58, оп. 18004, д. 841. Дата обращения: 21 июля 2012. Архивировано 29 сентября 2012 года.